# Шарапов, Иван Прокофьевич
Ива́н Проко́фьевич Шара́пов (24 октября 1907, село Курдюки, Тамбовская губерния — 10 августа 1996, Москва) — советский геолог, специалист по математическим методам в геологии и изучению элементов-примесей в рудах. Диссидент. Заведующий кафедрой разведочного дела Северо-Кавказского горно-металлургического института (1948—1950), зав. кафедрой поисков и разведки полезных ископаемых Пермского университета (1956—1958).

## Биография
Родился 24 октября 1907 года в селе Курдюки (ныне — Инжавинского района Тамбовской области) в крестьянской семье.

## Образование
Окончил Среднеазиатский индустриальный институт (горный факультет) в 1934. Кандидат геолого-минералогических наук (1947; тема диссертации: «Новые пути в разведке и оценке золотых россыпей»). Доктор геолого-минералогических наук (1987; тема диссертации: «Системный подход к геологии»).

## Идеологический активист
В 1922 вместе с двумя товарищами организовал волостную ячейку комсомола. Учился в тамбовской губернской совпартшколе (поступил в 1923, окончил в 1927), одновременно был бойцом отряда чрезвычайного назначения (ЧОНа).
С 1928, одновременно с учёбой в институте, был преподавателем исторического материализма и политической экономии в техникуме, обществоведения в школе. В 1932 написал письмо М. Горькому в Италию с вопросом, почему общество перерождается, и с констатацией того, что люди уже не те энтузиасты, какими они недавно были, что растет озлобление, бездуховность, эгоизм, в комсомоле развивается демагогия, карьеризм. В ответ Горький подверг позицию автора резкой критике и переслал письмо в ЦК партии. В том же году прекратил общественную работу и преподавание, сосредоточившись на геологии.

## Геологическая деятельность
Ещё во время учёбы в институте работал в геологических экспедициях — на Гиссарском хребте (в Таджикистане), в южной Киргизии, в западной части Копетдага (Туркменистан). На последнем курсе был начальником Керминской геологической партии (западные отроги Зеравшанского хребта в Узбекистане).
После окончания института работал в одном из отрядов Таджико-Памирской экспедиции. Ему удалось найти залежи сурьмы близ озера Маргузор к югу от Пенджикента (месторождение Буз-и-Нова). В 1935 опубликовал первую научную работу о вельдских отложениях в Кызылкумах. В 1935-1937 совместно с женой (она окончила тот же институт в 1935) разведал соляную гору Жоджа-и-Кан на юге Узбекистана, близ города Шерабад. В этот же период опубликовал несколько литературных очерков, в частности, одну из первых записей узбекского эпоса «Алпамыш».
В 1937 он и его жена стали сотрудниками Таджикской базы АН СССР. Работали в Узбекистане, открыли первое и единственное до сих пор в странах бывшего СССР месторождение очень хороших кристаллов прозрачного гипса. Находка была описана ими в четырёх научных статьях (1937-1940).
В 1938 занимался поисками пьезокварца для нужд наркомата авиапромышленности на Полярном Урале. Был обвинён органами НКВД в том, что построил пять складов, которые могли быть использованы беглыми заключёнными. Однако начальник экспедиции смог, по-видимому, защитить его. Позднее писал в мемуарах, что «Смерть пронеслась мимо, обдав меня ледяным дыханием».
В 1939 проводил разведку и добычу мориона (чёрного кварца) на Волыни, а в 1940 вёл поиски горного хрусталя (бесцветный, прозрачный пьезокварц) в районе приисков Якутзолото (бассейн Алдана). В 1941 снова работал на Полярном Урале, в 1941-1944 — на Ленских золотых приисках, руководил геологической разведкой на Дальнетайгинском прииске. С 1943 — начальник геолого-поисковой экспедиции на реке Токо (система Олекмы) в Якутии.
В 1944-1947 работал в Бодайбо, приводя в порядок подсчеты запасов по всему тресту Лензолото. Вступил в конфликт с руководством треста, направив докладную записку в Госкомитет Обороны СССР. Полагал, что трест занимается «хищнической» деятельностью, снимая «сливки» с месторождений, а более бедные участки при этом заваливались пустой породой. Кроме того, предложил отменить инструкцию, которая способствовала разбазариванию добытого золота. В результате был вынужден оставить практическую геологию и перейти на преподавательскую деятельность.

## Научно-педагогическая деятельность
В 1947-1948 — преподаватель минералогии в Иркутском горно-металлургическом институте.
В 1948-1950 — заведующий кафедрой разведочного дела в Северо-Кавказском горно-металлургическом институте.
В 1950-1955 — доцент Донецкого индустриального института.
В 1956-1958 — заведующий кафедрой поисков и разведки полезных ископаемых Пермского университета.
Одним из основных направлений научной деятельности было применение математических методов в геологии (один из основоположников «математической геологии» в СССР, читал курс математизации методики геологической разведки). Термин математическая (аналитическая) геология означает использование в геологии методов теории вероятностей и других математических наук — геометрии, алгебры, теории множеств, топологии и т. п.
Также изучал проблему элементов-примесей в рудах. Считал, что «хищничество» проявляется не только в добыче золотоносных песков, но и в добыче многих других полезных ископаемых и в использовании последних: «Примеси есть почти во всех рудах и они почти полностью теряются. Так, в фосфоритах есть редкие земли, в угле — германий, в нефти — гелий, сера, в молибденовой руде — рений и. т. д. и т. п. И все это не просто гибнет, но и губит все живое, отравляет почву, леса, реки, воздух. Люди страдают от ртути, мышьяка, таллия, урана и т. д.». Ещё во время работы в Северо-Кавказском горно-металлургическом институте у него «сложилась картина всеобщего экологического преступления и хищничества и укрепилось намерение бороться с этим злом».

## Суд, тюрьма, лагерь
В 1956—1957 написал большую работу (10 тетрадей) о социальном строе СССР, уделив особое внимание новому классу (номенклатуре). Все 10 тетрадей передал на хранение знакомым, но вскоре органы стали более усиленно следить за ним и его перепиской. Направлял письма советским писателям, в которых высказывал мысли о том, что народ выше партии, что аппарат ЦК, сформировавшийся при Сталине, нарушает решения XX съезда и т. д.
В январе 1958 года был исключён из партии за несогласие с её политикой. Арестован в феврале 1958 года, осуждён по ст. 58, п. 10 УК РСФСР. Был подвергнут нескольким психиатрическим экспертизам, вначале был признан невменяемым, но затем — вменяемым (в Институте им. Сербского). Его книга об элементах-примесях в рудах была уничтожена (почти весь тираж сожжён) в 1958, причём её экземпляры отбирались у студентов, аспирантов и преподавателей Пермского университета.
7 октября 1958 года состоялся суд, на котором был приговорён к 10 годам лишения свободы, ему была запрещена преподавательская деятельность в течение трех лет, он был лишён избирательных прав на 5 лет. На суде вел себя жёстко: «Когда прокурор сказал, чтобы я не прикидывался дурачком, отрицая свою виновность, я возбуждённо ответил ему, что дурак не я, а он и что со временем его самого будут судить». По решению суда, его «преступная деятельность» включала:
- обвинения в лакировке действительности, содержащиеся в семи письмах, отправленных ряду советских писателей;
- написание книги о номенклатуре (в 1956);
- антисоветские разговоры.

11 декабря 1958 года, после подачи кассационной жалобы, был вынесен новый приговор судом второй инстанции: 8 лет лишения свободы, запрет на преподавательскую деятельность в течение 5 лет, лишение избирательных прав на 5 лет. В 1958-1961 находился в местах заключения: тюрьма МВД в Перми, тюрьма КГБ в Перми, тюрьмы в Кирове, Вологде, Москве, психбольница в Перми, Институт им. Сербского и в семи лагпунктах Дубровлага в Мордовии.
Нелегально передал письмо старой большевичке Е. Д. Стасовой с просьбой о пересмотре дела. В результате вышло постановление Верховного Суда РСФСР о сокращении срока лишения свободы (до 3,5 лет лишения свободы).

## После лагеря
28 августа 1961 года был освобождён и переехал в Москву к дочери. В 1964 году судимость была снята (полностью реабилитирован в сентябре 1989).
В 1961—1965 годах — старший научный сотрудник Пермского НИИ угольной промышленности. В этот период работал над рукописью по математизации геологии. В 1965 книга вышла в свет под названием: «Применение математической статистики в геологии». Позднее (в 1968) она была переведена и переиздана в Румынии, а затем, в 1971 — снова издана в Москве (в переработанном виде).
В 1965—1967 годах — доцент Ульяновского педагогического института. Читал курс геологии для студентов-географов. Организовал научное студенческое общество по геологии, начал с ним работу. Писал работу по метагеологии («науке о науке», то есть науки о структуре, методах и законах развития геологии). В 1966 году послал в Австралию (в библиотеку в Сиднее) книгу по математизированной геологии, причём в сопроводительном письме сообщал, что книга писалась в условиях информационного вакуума и что поэтому в ней могут быть промахи. За «компрометацию» советской власти был помещён в психиатрический диспансер, а затем уволен из института «по достижении пенсионного возраста».
В 1967—1968 годах неофициально читал лекции по математизации геологии в Ташкентском политехническом институте студентам, а также геологам на курсах повышения квалификации и научным сотрудникам институтов гидрогеологии и сейсмологии в Ташкенте. В 1969—1970 ездил в разные экспедиции читать лекции по математизации геологии.
В 1970 году вместе с женой переехал в Москву, работал в ИМГРЭ. В 1971 году проводил семинар по математизации геологии в Воркуте, затем в Ташкенте, Свердловске, Ялте и т д.
С 1971 года работал над составлением геохимического дескрипторного словаря. Переписывался с лагерными друзьями, общался с правозащитниками и диссидентами: П. Г. Григоренко, Р. А. Медведевым, А. А. Зиновьевым и другими. В 1976 году вышел на пенсию.

## Докторская диссертация и последние годы жизни
Написал пять вариантов докторской диссертации::
- Новые пути в методике поисков и разведки (1954);
- Элементы-примеси в рудах и их разведка (1957);
- Математизация методики разведки (1964);
- Применение математической статистики в геологии (1966);
- Системный подход и логико-математический анализ геологических данных (1980).

Однако ему несколько раз отказывалось в защите. Только в 1986 году ему удалось защититься в Институте геофизики Сибирского отделения АН СССР, в 1987 Высшая аттестационная комиссия утвердила это решение. Продолжал научную деятельность и после присвоения докторской степени.
Увлекался афористикой — учением об афоризмах. Составил «Энциклопедию мысли», «Краткую энциклопедию мысли для учителей», «Мудрые мысли Армении, Грузии, Азербайджана и Курдистана», «Истоки гуманизма» и ряд других работ. В конце жизни получил возможность опубликовать ряд своих научных работ (в частности, в издательстве Пермского университета была опубликована его книга «Элементы-примеси в рудах, их опробование и подсчет запасов», уничтоженная в 1958). Кроме того, вышли в свет его мемуары «Одна из тайн КГБ: к истории инакомыслия в советской России».

## Избранные работы
- Применение математической статистики в геологии. М., Л., 1971. издание 2-е.
- Метагеология. Некоторые проблемы. М., 1989.
- Одна из тайн КГБ (К истории инакомыслия в советской России). М., 1990.
- Краткая энциклопедия афоризмов. М., 1990.
- Вечера в лесной избушке. 1992
- Элементы-примеси в рудах, их опробование и подсчет запасов. Пермь, изд-во Пермского университета, 1994. (рукопись подготовлена в 1957).